# Asbachstraße 10a

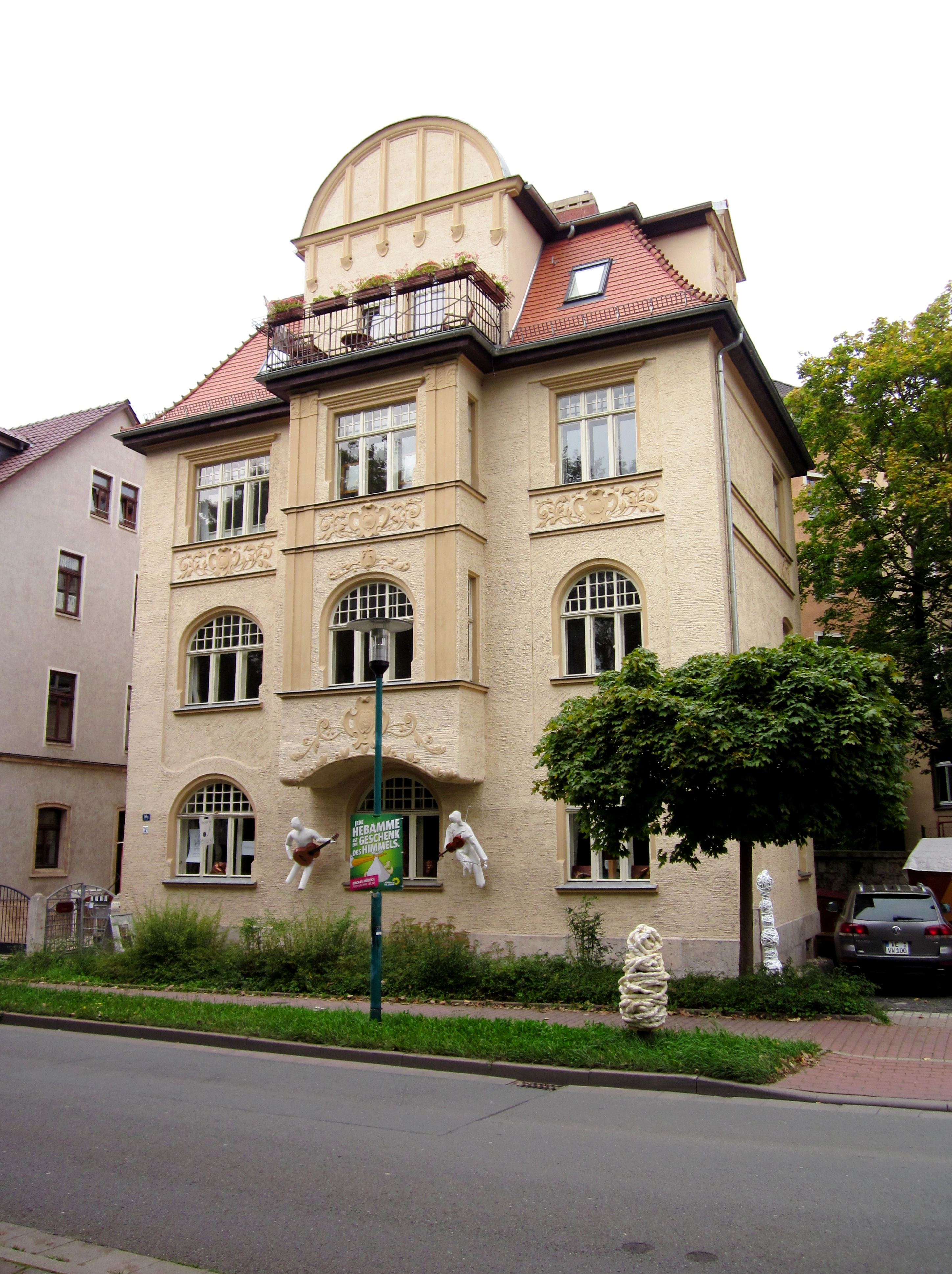
Asbachstraße 10a

Das dreigeschossige Wohnhaus Asbachstraße 10a in der Nordvorstadt von Weimar denkmalgeschützt. Es ist eines der wenigen Gebäude, die den Abriss der Asbachstraße im Bereich des Asbach-Viadukt in den 1930er Jahren überstanden.
Das Wohnhaus entstand 1902/03 und ist stilistisch dem späten Jugendstil zuzurechnen. Entworfen wurde es von dem Maurermeister Otto Saalborn. Die Putzflächen sitzen auf einem Natursteinsockel aus Travertin auf. Es besitzt neobarocke Gestaltungselemente, wie sich insbesondere an dem Zwerchgiebel zeigt, aber auch die Stuckelemente an der Fassade zeigen dieses. In der Mitte befindet sich ein über zwei Geschosse reichender Erker mit einem Balkon.
Koordinaten: 50° 59′ 6,9″ N, 11° 19′ 23,1″ O